# Cléber Santana
Cléber Santana Loureiro, né le 27 juin 1981 à Olinda et mort dans le vol 2933 LaMia Airlines du 28 novembre 2016 à La Unión, est un footballeur brésilien. Il évoluait au poste de milieu de terrain.
Il meurt le 28 novembre 2016, dans le crash du vol 2933 LaMia Airlines.

## Biographie
Cléber Santana évolue au Brésil, au Japon et en Espagne.
Il dispute 69 matchs en première division espagnole avec les clubs du Real Majorque et de l'Atlético Madrid, inscrivant six buts. 
Le 17 juillet 2005, il inscrit avec le Kashiwa Reysol un triplé dans le championnat du Japon, lors d'un match contre l'équipe du Vissel Kobe (victoire 0-4).
Il participe avec l'Atlético Madrid à la Ligue des champions de l'UEFA et à la Ligue Europa. Il participe avec différentes équipes brésiliennes à la Copa Libertadores et à la Copa Sudamericana. Il inscrit trois buts en Copa Libertadores.

## Palmarès
- Vainqueur du championnat de Santa Catarina en 2016 avec Chapecoense
- Vainqueur du championnat de Santa Catarina en 2012 avec l'Avaí FC
- Vainqueur du championnat de São Paulo en 2006 et 2007 avec le Santos FC
- Vainqueur du championnat de Bahia en 2004 avec l'Esporte Clube Vitória
- Vainqueur du championnat du Pernambouc en 2000 et 2003 avec le Sport Club do Recife
- Vainqueur de la Copa Nordeste en 2000 avec le Sport Club do Recife